# Максім Бушар
Максім Бушар (англ. Maxim Bouchard, 18 вересня 1990) — канадський стрибун у воду.
Учасник Олімпійських Ігор 2016 року, де в стрибках з 10-метрової вишки посів 19-те місце.